# Brother (песня Alice in Chains)
«Brother» — песня американской рок-группы Alice in Chains, открывающая акустический мини-альбом Sap, выпущенный в 1992 году. Песня была написана гитаристом и вокалистом Джерри Кантреллом для своего младшего брата Дэвида. Ведущий вокал в песне принадлежит Кантреллу, а бэк-вокал — солистке группы Heart Энн Уилсон. Акустическая версия песни, исполненная в телевизионной программе MTV Unplugged в 1996 году, была включена в концертный альбом и DVD. Песня вошла в сборники Music Bank (1999) и The Essential Alice in Chains (2006).

## Происхождение
В аннотации к коллекционному изданию Music Bank, выпущенному в 1999 году, Джерри Кантрелл сказал о песне:
 Мои родители были в разводе. Я был старшим братом, и ещё у нас была сестра Чери. Как вам известно, будучи ребёнком вы совсем не хотите тусоваться со своим четырёхлетним младшим братом. Вы заступитесь за него, если кто-то пытается надрать ему задницу, но в остальном вы даже знать его не хотите. Я думаю, что ему было очень тяжело со мной, особенно в отсутствие отца рядом. У Дэвида никого не было, ведь после расставания родителей он остался жить с отцом, и мы не видели друг друга в течение шести или семи лет. Эта песня о том времени, когда мы были далеки друг от друга. Как в «Rooster» [другой песне Alice in Chains] я пытался обратиться к отцу, так и эта песня была моей попыткой «построить мост» [к брату].

## Живые выступления
Впервые Alice in Chains исполнили песню «Brother» во время концерта в театре Hollywood Palladium в Лос-Анджелесе 25 июля 1992 года.
Акустическая версия «Brother» была исполнена на концерте MTV Unplugged в 1996 году. В роли бэк-вокалиста выступил Лейн Стэйли, а сама песня вошла в концертный альбом Unplugged и одноимённый DVD. Это стало последним исполнением «Брата» с участием Лейна Стэйли.
Во время своего сольного концерта на Key Arena в Сиэтле 18 мая 2002 года Джерри Кантрелл сказал зрителям: «Я хотел бы сделать что-нибудь для нашего хорошего друга, которого больше нет с нами», и сыграл песню Alice in Chains «Down in a Hole». Позже Кантрелл представил Энн и Нэнси Уилсон из группы Heart, которые присоединились к нему на гитаре и бэк-вокале для исполнения «Brother». Эту песню Кантрелл также посвятил Стэйли, умершему за месяц до концерта.

## Участники записи
- Джерри Кантрелл — ведущий вокал, гитара
- Энн Уилсон — бэк-вокал
- Майк Старр — бас
- Шон Кинни — барабаны